# Alexeï Eisner
Pour les articles homonymes, voir Eisner.
Alexeï Vladimirovitch Eisner (en russe : Алексей Владимирович Эйснер), né le 5 octobre 1905 (18 octobre dans le calendrier grégorien) à Saint-Pétersbourg et décédé le 30 novembre 1984 à Moscou, est un poète, traducteur et écrivain russe.
Il a combattu pendant la guerre civile espagnole dans les rangs de la XIIe Brigade internationale et a été l'adjoint de Máté Zalka (dit le général Lukács) 

## Biographie

### Jeunesse
Après la Révolution d'Octobre 1917, son beau-père emmène le jeune Alexeï en exil aux Îles des Princes, sur la côte turque. 
Après l'école des cadets Grand-duc Constantin Constantinovitch à Sarajevo, le jeune Alexeï, comme la plupart des Russes blancs, exerce divers métiers pour vivre : laveur de vitres, manœuvre dans le bâtiment...Mais il écrit des poèmes, connaît des personnalités de la société émigrée comme le poète Gueorgui Adamovitch, la poétesse Marina Tsvetaïeva et son mari Sergueï Efron.
Eisner publie son poème "Début d'automne, fourrés jaunissants ..." en 1932, et l'œuvre connaît un succès certain dans le milieu russe blanc; un vers d'Eisner , L'homme naît dans la douleur... , est en particulier souvent cité. 
Eisner devient membre de la Société des écrivains russes émigrés qui siège à Prague.

### Changement d'opinions politiques et départ pour la Guerre civile espagnole
Dès 1920, Eisner cherche à revenir en Russie, et il n'y parvient qu'en 1934 par l'entremise des Союзы возвращения на родину (Association pour le retour dans la patrie russe la Rodina) .
En 1936, en dépit du fait qu'il a été offensé par la promesse que les volontaires russes seraient autorisés à revenir en URSS après la guerre, Eisner s'engage dans les Brigades internationales qui se lèvent pour aider la Seconde République espagnole à lutter contre les insurgés nationalistes soutenus par le Troisième Reich et l'Italie fasciste. Il entre dans la XIIe Brigade internationale et devient l'adjoint du chef de la XIIe BI, Máté Zalka, qui avait pris le nom de guerre de « général Lukács ». Zalka est tué lors de l'offensive de Huesca (mi-juin 1937). 
Plus tard, Ernest Hemingway, qui avait noué pendant son séjour en Espagne une amitié avec Zalka (ils avaient tous deux combattu sur le front austro-italien pendant la Seconde Guerre mondiale, et commencé ensuite une carrière littéraire), fit cadeau a Eisner d'un chèque en blanc, pour acheter un billet s'il choisissait de rendre visite à Hemingway aux États-Unis.

### Retour en URSS
Quand il retourna en URSS, Eisner fut condamné, en application de l'article 58 du code pénal de la RSFSR, à huit ans de travaux forcés au camp de Vorkoutlag et le chèque en blanc signé d'Hemingway disparut lors de son arrestation. Eisner fut ensuite assigné à résidence dans l'oblast de Karaganda, au Kazakhstan.
En 1956 (trois ans après la mort de Staline), Eisner est réhabilité. Il revient à Moscou, travaille comme traducteur et journaliste. Il écrit plusieurs livres, et des mémoires où apparaissent des personnages comme le général Lukács, Haji Mamsourov (qui a combattu en Espagne sous le pseudonyme de colonel Xanthi), Ilya Ehrenbourg et Ernest Hemingway.
Son parcours a été particulièrement tourmenté: selon la catégorisation de l'article russophone de wikipédia, Alexeï Eisner a été un poète russe, un expatrié russe de la première vague en Tchécoslovaquie, un immigrant russe de la première vague en France, un immigrant russe faisant partie de ceux qui sont revenus en URSS lors de la première vague de retour, un participant à la guerre civile espagnole, un « refoulé dans l'Union soviétique », puis un « réhabilité dans l'Union soviétique ».

## Œuvres

### Poésie
- L'Homme naît dans la douleur: poèmes de différentes années. Comp. et postface d'Eugen V. Witkowsky. Les éditions du Verseau, 2005 -  (ISBN 5-902312-49-3)
- 2e édition du même recueil, Les éditions du Verseau, 2005.  (ISBN 5-902312-62-0)
- Poèmes d'Eisner publiés dans la Revue de la Société des écrivains russes émigrés (Prague 1922-1940) : Saint-Pétersbourg: Éditions Росток (La Pousse), 2005 ,  (ISBN 5-94668-038-2) (OCLC 70114036)
- Anthologie de textes d'Eisner publiés dans la Revue de la Société des écrivains russes émigrés (Prague 1922-1940) - Moscou, éditions Chemin Russe, 2006,  (ISBN 5-85887-208-5)

### Prose
- Ma sœur Bulgarie : Essais. - Moscou, éd. L'écrivain soviétique, 1963. - 215 p.
- Un homme avec trois noms: l'histoire de Máté Zalka . - Moscou, éd. Politizdat, 1986. - 335 p.
- La Douzième internationale: contes - Moscou, éd. L'écrivain soviétique, 1990. - 640 p.  (ISBN 5-265-01221-4)

## Sources
- (en) Cet article est partiellement ou en totalité issu de l’article de Wikipédia en anglais intitulé « Alexey Eisner » (voir la liste des auteurs).

- (ru) Cet article est partiellement ou en totalité issu de l’article de Wikipédia en russe intitulé « Эйснер, Алексей Владимирович » (voir la liste des auteurs).